# Turkish Seniors Open
Het Turkish Senior Open was een golftoernooi dat deel uitmaakte van de Europese Senior Tour. Het toernooi werd in mei gespeeld en was het eerste toernooi van het seizoen. 

## Winnaars
| Jaar                      | Baan                        | Winnaar                | Score                  | Score                  | Info                                                  |                        |
| Beko/Oger Turkish Open    | Beko/Oger Turkish Open      | Beko/Oger Turkish Open | Beko/Oger Turkish Open | Beko/Oger Turkish Open | Beko/Oger Turkish Open                                | Beko/Oger Turkish Open |
| ------------------------- | --------------------------- | ---------------------- | ---------------------- | ---------------------- | ----------------------------------------------------- | ---------------------- |
| 1996                      | National Golf Club Antalya  | Bobby Verwey           |                        |                        |                                                       |                        |
| Beko Turkish Seniors Open |                             |                        |                        |                        |                                                       |                        |
| 1997                      | National Golf Club Antalya  | Tommy Horton           |                        |                        |                                                       |                        |
| Beko Classic              |                             |                        |                        |                        |                                                       |                        |
| 1998                      | Gloria Golf Resort          | Bob Lendzion po        | 211                    | -5                     | play-off gewonnen van Antonio Garrido en Bobby Verwey |                        |
| 1999                      | Klassis Golf & Country Club | Tommy Horton           | 211                    | -5                     |                                                       |                        |
| 2000                      | Gloria Golf Resort          | Brian Huggett po       | 208                    | -8                     | play-off gewonnen van Bob Shearer Uitslag             |                        |
| 2001                      | Gloria Golf Resort          | Noel Ratcliffe         | 209                    | -7                     | Uitslag                                               |                        |
| The Gloria Classic        |                             |                        |                        |                        |                                                       |                        |
| 2007                      | Gloria Golf Resort          | Nick Job po            | 206                    | -10                    | play-off gewonnen van Martin Poxon                    |                        |
|                           |                             |                        |                        |                        |                                                       |                        |